# اسکوشا (کارولینای جنوبی)
اسکوشا(به انگلیسی: Scotia) شهری در ایالت کارولینای جنوبی کشور ایالات متحده آمریکا است که جمعیت آن در سرشماری سال ۲۰۱۰ میلادی، ۲۱۵ نفر بوده‌است.